# Заболоття (Сарненський район)
За́болоття — село в Україні, у Березівській сільській громаді Сарненського району Рівненської області. Населення становить 510 осіб.

## Історія
Село Заболоття відноситься до Березівської сільської громади Сарненського району Рівненської области. За географічним положенням розташоване  за 56 км від залізничної станції Рокитне — Волинське.
Перша згадка про село Заболоття припадає на 1900—1912 рр. Назва села походить від того, що хутір знаходився за великим болотом, звідси і пішла назва «Заболоття».
З оповідей старожилів до 1900 року села не існувало, а був лише хутір з однією хатою.
В 1900 році уже було на хуторі 4 хати. 
В 1912 році, під час Столипінської реформи, коли людей розселили по хуторах, уже нараховувалось 8 хат. Селяни займалися бджільництвом, скотарством, землеробством, різьбярством. Жінки пряли, ткали, шили.
До 1939 року село знаходилось під владою Польщі. 
В 1939 році в складі Західної України було приєднане до СРСР і належало до Березівської сільської ради. В 1939 рік побудована початкова школа. Перший директор школи — Бондаренко Г. І.
В 1946 році відновлено так звану хутірну систему навчання. 
В 1970 році побудовано чотирирічну школу. 
В 1999 році перебудовано сільський клуб в школу І-ІІ ступенів. 
В 1980 році було відкрито бібліотеку та клуб, в 1985 році — фельдшерсько-акушерський пункт.

## Населення
За переписом населення 2001 року в селі мешкало 415 осіб.

### Мова
Розподіл населення за рідною мовою за даними перепису 2001 року:
| Мова       | Відсоток |
| ---------- | -------- |
| українська | 99,76 %  |
| російська  | 0,24 %   |

## Освіта та культура

### Загальньо-освітня школа І-ІІст.
Перша початкова школа в селі Заболоття заснована в 1939 році, у маленькій, звичайній, сільській хаті. Її називали Ляпина школа. В цю школу ходили 19 дітей різного віку, які бажали вчитися. Свідки тих днів живуть ще й зараз. Цю школу діти не закінчили тому, що почалась війна. Під час війни діти не вчилися, бо не було кому навчати. Лише в 1949 році навчання в цій школі відновилося, коли приїхали вчителі Сіпко Марія Василівна та Ковтун Ганна Федорівна. Пізніше навчання дітей продовжувалось в новішій хаті Маринича Михайла Олексійовича.
В 1967 році приїхав новий вчитель — фронтовик з однією рукою Шаповаленко Григорій Данилович, який навчав дітей у хаті Кравченя Міни Яковича. Це була людина з бойовим запалом. Він і розпочав будівництво справжньої школи, яка була закінчена в 1970 році. До 1999 року діти здобували тільки початкову освіту, а з 5 по 10 клас мусили ходити в Березівську загальньо-освітню школу. В 1999 році відкривається школа І-ІІ ступенів. У школі нині навчається 89 учнів. Директором сучасної школи є вмілий, хороший і здібний
організатор, керівник вчительського і дитячого колективу Маринич Юлія Михайлівна, яка очолила школу з 2006 року.

### Сільський клуб
Культурне дозвілля жителі села проводять в сільському клубі та публічно-шкільній бібліотеці.
В 1970 році клуб знаходився в сільській хаті. Завідувачем клубу був Кравченя Мина Якович. З 1985 року клуб перенесено в приміщення школи де він знаходиться і донині. Завідувачка клубу — Баланович Людмила Миколаївна. В клубі діють гуртки художнього читання, вокальний та драматичний.

### Публічно-шкільна бібліотека
Історія сільської бібліотеки розпочинається з 1980 року. В цьому році було організовано бібліотеку, яка знаходилась в приміщенні сільського клубу. Фонд бібліотеки становив 4 тис. примірників. Бібліотекарем працювала Хваль Любов Михайлівна на 0.5 ставки.
Завдяки старанності бібліотекаря бібліотека перетворилась у книжкову світлицю, де кожна книжка мала своє місце. Дітвора щоразу топтала стежку до бібліотеки, щоб підібрати улюблену книгу, матеріал до написання реферату чи просто порадитися. Поповнення новою літературою збільшив інтерес сільських трудівників до книги. Бібліотека стала надійним помічником в проведенні всіх заходів села.
Бібліотека завжди брала активну участь в житті села. Допомагала книгою сільським трудівникам, виховувала юного читача. Ніколи бібліотека не стояла осторонь від проведення сільськогосподарських робіт, у 80-х рр. працювали пересувки на полях, фермах, постійно велась агітаційна масова пропаганда, висвітлювались соціалістичні змагання трудових колективів.
Але час пройшов і все змінилося. Бібліотека не змогла вистояти перед економічними випробуваннями 90-х. Відбулося масове скорочення штатів шкільних бібліотекарів і закриття бібліотек.
1 вересня 1997 році було закрито Заболотську сільську бібліотеку. Фонд було передано в Познанську сільську бібліотеку.
1 вересня 1999 року булла відкрита Заболотська неповна середня школа. Тоді ж було організовано шкільну бібліотеку, яка знаходилась в приміщенні сільського клубу. Працювала бібліотекарем Кравченя Софія Антонівна.
Так, без шкільної бібліотеки неможливо сьогодні уявити навчання і виховання школярів. Було упорядковано бібліотечний фонд, організовано алфавітний каталог. Книжкові виставки, літературні огляди, бібліотечні рейди, вікторини стали постійними в роботі бібліотекара.
З 2002 року Заболотська шкільна бібліотека була реорганізована в публічно -шкільну бібліотеку і підпорядкована Рокитнівському районному відділу культури. Систематичне надходження нових книг і журналів є однією з важливих умов формування якісного фонду бібліотеки.
Сьогодні бібліотека приділяє велику увагу відродженню духовності. В бібліотеці організовано куточок для малечі де є м'які іграшки, пазли, різні розважальні ігри. Діє куточок народознавства «А в серці тільки ти єдиний, мій коханий рідний краю», де представлені вишивка, предмети побуту, краєзнавча література, центр регіональної інформації. З 1999 року і по даний час на посаді бібліотекара працює Кравченя Софія Антонівна.

## Медицина
Першу медичну допомогу жителі села можуть отримати в фельдшерсько — акушерському пункті, який діє з 1985 року. Завідує фельдшерсько — акушерським пунктом Маринич Є. І.

## Сфера послуг
Магазина до 1961 року не було, люди ходили на ярмарок у село Березове. А 1961 р. був відкритий магазин у хаті Івана Петровича де він і був продавець. У 1966 р. був побудований новий магазин, який проіснував до 2010 року, а в 2010 році побудований новий сучасний магазин продовольчих товарів. В селі функціонує дві торгові точки.

## Релігія
На території села діє православний храм Різдва Іоанна Хрестителя (відкрито в 1998 р.) Сарненської Єпархії Української Православної церкви та дім молитви Християн Віри Євангельської (п'ятидесятників) (побудовано в 1997 році).

## Відомі люди
- Наумочич Іван Якович — учасник німецько-радянської війни. В 1943 році був призваний на фронт, воював на ІІ Білоруському фронті зв'язківцем. Брав участь у визволенні міст: Ковеля, Бреста, Варшави, Любліна. Брав участь у форсуванні річок Вісли, Одер та Ельби. День Перемоги зустрів в Берліні. Після війни був призваний в радянську армію, служив на прикордонній заставі відповідав за зв'язок. Повернувся з армії в 1947 році. За бойові заслуги нагороджений орденами та медалями[4].